# Томас, Роб (музыкант)
Роберт Келли Томас (англ. Robert Kelly "Rob" Thomas; р. 14 февраля 1972, Ландштуль, Рейнланд-Пфальц) — американский рок-музыкант, поэт-песенник, вокалист флоридской рок-группы Matchbox Twenty.
Томас является соавтором и соисполнителем песни Smooth, написанной для Карлоса Сантаны и отмеченной тремя премиями «Грэмми» в 2000 году. Сольный альбом Томаса, …Something to Be, выпущенный в апреле 2005 года, достиг первой строчки американского хит-парада Billboard 200, так же как и альбом North, выпущенный Matchbox Twenty в сентябре 2012 года.

## Биография
Роб Томас родился на американской военной базе в немецком Ландштуле. После развода родителей Томас провёл большую часть детства в Южной Каролине и Флориде. В 17 лет он был исключён из школы, после чего играл и пел на подхвате в различных рок-группах южных штатов. В 1993 году Томас осел в Орландо, где стал участником группы Tabitha’s Secret. В 1995 году он вместе с басистом Брайаном Йелом и барабанщиком Полом Дусеттом основали новый коллектив, названный Matchbox Twenty. Музыкальный стиль коллектива являлся смесью классического рока 1970-х и пост-гранжа. Томас стал основным вокалистом группы, а также автором большинства её песен. В октябре 1996 года группа выпустила свой дебютный альбом Yourself or Someone Like You, который достиг пятой строчки в хит-параде Billboard 200 и в итоге разошёлся тиражом в 12 миллионов проданных копий.
В 1999 году вышел альбом Карлоса Сантаны Supernatural, главным хитом которого стала песня «Smooth». Музыку написал Итаал Шур, а слова — Роб Томас, который также исполнил вокальную партию. Композиция достигла первой строчки хит-парада Billboard Hot 100, а по итогам года была отмечена тремя премия «Грэмми», в номинациях лучшая песня, лучшая запись и лучшее совместное вокальное поп-исполнение. После двух платиновых альбомов, выпущенных группой Matchbox Twenty в 2000 и 2002 годах, музыканты взяли перерыв в совместной творческой деятельности. В этот период Томас сосредоточился на сольной карьере и в апреле 2005 года выпустил альбом ...Something to Be, ставший платиновым в США и Австралии, а также поднявшийся на вершину американского хит-парада.

## Личная жизнь
В конце 1997 года Роб познакомился с моделью, Марисоль Мальдонадо на вечеринке в Монреале. Они оба поняли,что это любовь с первого взгляда. Позже в своём интервью Роб признается: "После того как я поцеловал её, я понял, что больше не хочу целовать никого другого". Поскольку его международное турне было в самом разгаре, паре приходилось общаться только по телефону. Мальдонадо сначала не хотела встречаться с Томасом, будучи неуверенной в том, сможет ли она быть женой рок-звезды. Когда Роб вернулся с гастролей, пара отправилась на первое свидание, которое прошло на музыкальном фестивале в Бостоне. На этом свидании Томас спросил Марисоль, выйдет ли она за него, и месяц спустя сделал ей предложение. 2 октября 1998 года они поженились.
У Роба есть сын Мэйсон от предыдущих отношений, который родился 10 июля 1998 года.

## Дискография
См. Дискография Matchbox Twenty
Сольные альбомы
- 2005 — ...Something to Be (первая строчка в Billboard 200)
- 2009 — Cradlesong (третья строчка в Billboard 200)
- 2015 — The Great Unknown
- 2019 — Chip Tooth Smile
- 2021 — Something About Christmas Time